# Young Romance
Young Romance er en amerikansk stumfilm fra 1915 af George Melford.

## Medvirkende
- Edith Taliaferro som Nellie Nolan.
- Florence Dagmar som Lou.
- Tom Forman som Tom Clancy.
- Frederick Wilson som Meyer.
- Al Ernest Garcia som Spagnoli.